# Jan Machniak
Jan Machniak (ur. 1957 w Przeworsku) – katolicki prezbiter, profesor PAT, doktor habilitowany teologii, kierownik Katedry Duchowości PAT w Krakowie, autor publikacji z dziedziny teologii duchowości.

## Życiorys
Uczęszczał do Liceum Ogólnokształcącego w Przeworsku. Egzamin dojrzałości zdał w 1976. Ukończył polonistykę na Uniwersytecie Jagiellońskim. Święcenia kapłańskie otrzymał 19 maja 1985 w Katedrze na Wawelu z rąk kard. Franciszka Macharskiego. Doktorat uzyskał na Papieskim Uniwersytecie Świętego Tomasza z Akwinu w Rzymie. Habilitację obronił na Papieskiej Akademii Teologicznej w Krakowie w 1999. Temat rozprawy brzmiał: Doświadczenie Boga w tajemnicy Jego Miłosierdzia u bł. siostry Faustyny Kowalskiej. W latach 1991–1995 był ojcem duchownym Wyższego Seminarium Duchownego Archidiecezji Krakowskiej. Pracował przy procesie beatyfikacyjnym św. Faustyny. Wydał wiele książek na jej temat. W swoich publikacjach opisuje także życie innych świętych tj. św. Józef Bilczewski, św. Józef Sebastian Pelczar, Jerzy Ciesielski. Porusza także tematykę celibatu, dziewictwa, czystości i spraw istotnych w duchowości Kościoła. W czasie krakowskiego etapu procesu beatyfikacyjnego Sługi Bożego Jana Pawła II był także członkiem komisji historycznej, badającej jego dokumenty. Bliski współpracownik kard. Stanisława Dziwisza.
Od 2016 r. proboszcz parafii Wszystkich Świętych w Krakowie.
W 2022 odznaczony nagrodą im. Jerzego Ciesielskiego - Ojca Rodziny.